# Mohikanie
Mohikanie, Mahikanie (ang. Mohicans, od alg. muh-he-con-n-ok, dosłownie „Lud znad wody, która nigdy nie jest nieruchoma”) – plemię Indian Ameryki Północnej, dawniej posługujące się wymarłym obecnie językiem, który należał do wschodniej gałęzi algonkiańskiej rodziny języków Indian Ameryki Północnej. Przed przybyciem białych osadników, w XVII wieku, istniała konfederacja kilku mohikańskich plemion o nazwach (jak odnotowali anglojęzyczni przybysze) Housatonic, Wyachtonoc i Wappinger.

## Historia
W czasie pierwszego zetknięcia z Europejczykami w 1609 zamieszkiwali północną część doliny rzeki Hudson (Mahicanituck), aż po jezioro Champlain. Ich centralnym ośrodkiem była osada Schodac, dzisiejsze miasto Albany. W ciągu stu lat napięcia między Mohikanami a Mohawkami i Europejczykami doprowadziły do migracji Mohikanów na wschód. Wielu osiedliło się w okolicach późniejszego miasta Stockbridge w Massachusetts. Grupa tych Mohikanów została nazwana Indianami ze Stockbridge.
Indianie ze Stockbridge zezwolili protestanckim misjonarzom na zamieszkanie razem z nimi i w XVIII w. przyjęli chrześcijaństwo. Zarówno podczas wojny o kolonie, jak i rewolucji amerykańskiej opowiedzieli się po stronie amerykańskich kolonistów. Mimo to jednak zostali przez nich wysiedleni najpierw w okolice Stockbridge w stanie Nowy Jork (w latach 80. XVIII w.), a następnie do Wisconsin (w latach 20. i 30. XIX w.). Tam zamieszkali we wspólnym rezerwacie z Indianami Munsee, z czasem tworząc jedno plemię Stockbridge-Munsee. Dziś ich rezerwat (w hrabstwie Shawano) nosi nazwę Stockbridge-Munsee Band of Mohican Indians.

## Liczebność
Na początku XVII wieku ziemie nad rzeką Hudson zamieszkiwało 4–5 tysięcy Mohikanów. W XVIII wieku ich liczebność zmniejszyła się do około 500.
Według danych U.S. Census Bureau, podczas spisu powszechnego w 2000 roku 2012 obywateli USA zadeklarowało, że pochodzi wyłącznie ze Stockbridge-Munsee Community of Mohican Indians of Wisconsin, zaś 3577 oświadczyło, że ma pochodzenie wyłącznie lub między innymi ze Stockbridge-Munsee Community of Mohican Indians of Wisconsin.

## Mohikanie w literaturze
James Fenimore Cooper napisał powieść Ostatni Mohikanin, bazując na historii konfliktu brytyjsko-francuskiego i fikcyjnych ostatnich żyjących wojowników plemienia Mohikanów, lecz użył również kulturowych realiów z życia Moheganów – innego algońskiego plemienia żyjącego w stanie Connecticut. Akcja powieści rozgrywa się w Dolinie rzeki Hudson, na terenach Mohikanów, lecz niektóre imiona, jak Unkas (Uncas), są mohegańskie.